# Heinrich Hasse (Philosoph)
Heinrich Hasse (* 31. Juli 1884 in Lübeck; † 19. Februar 1935 in Frankfurt am Main) war ein deutscher Professor für Philosophie, der sich intensiv mit Arthur Schopenhauer befasste und schon vor 1933 Mitglied der NSDAP wurde.

## Leben
Hasse, der Sohn eines wohlhabenden Apothekers, begann nach dem Abitur auf dem Katharineum zu Lübeck 1904 ein Studium der Naturwissenschaften in Bonn. Bereits nach einem Jahr wechselte er das Fach und studierte Philosophie sowie Deutsch, Geschichte und Latein für das Lehramt. Seine Lehrer waren Raoul Richter und Johannes Volkelt. Seine Dissertation aus dem Jahr 1908 bei Raoul Richter in Leipzig hatte das Thema Die Richtungen des Erkennens bei Schopenhauer, unter besonderer Berücksichtigung des Rationalen und Irrationalen. Das Staatsexamen legte er 1911 in Bonn ab. In den Jahren 1913 und 1914 arbeitete er am Nachlass Richters, der 1912 verstorben war. In dieser Zeit hatte er erste Kontakte zu Elisabeth Förster-Nietzsche. Danach wechselte er nach Frankfurt, um sich dort zu habilitieren. Er wurde 1915 zum Militärdienst einberufen, wurde aber nach kurzer Zeit als „dauernd untauglich“ entlassen. Seine Habilitationsschrift verfasste er bei Hans Cornelius über das Thema „Das Problem der Gültigkeit in der Philosophie David Humes“. Die Probevorlesung hielt er über „Die Moralphilosophie J.M. Guyaus“ und seine Antrittsvorlesung am 27. Juni 1917 behandelte „Das Problem des Sokrates bei Nietzsche“. Von 1920 bis 1929 erhielt er einen Lehrauftrag für Geschichte der Philosophie. 1922 wurde er zum nichtbeamteten außerordentlichen Professor ernannt.
Hasse befasste sich in den 1920er Jahren vor allem mit Schopenhauer. In der Unterscheidung zwischen intuitiver und diskursiver Erkenntnis liegt die Einsicht, dass Erkenntnis sowohl rationale als auch irrationale Elemente enthält, die erst gemeinsam ein Gesamtsystem der Erkenntnis bilden. Das intuitiv-irrationale Moment findet sich insbesondere in der ästhetischen Erkenntnisweise. Hasse sah bei Schopenhauer in § 5 der Schrift über den Satz vom Grund drei Erkenntnisstufen:
- die psychologische als die unmittelbare Wahrnehmungserkenntnis, die zu einfachen Vorstellungen führt und durch den Verstand erfasst wird
- die logische als vermitteltes Ergebnis der Vernunft durch Verknüpfung von Vorstellungen zu Begriffen und Urteilen
- die geniale, die über die logische hinausgeht und das Wesen einer Sache erfasst.

Schopenhauer war für Hasse ein „intuitiver Synthetiker“ Ähnlich wie die Erkenntnis differenziert Hasse den Willensbegriff in drei Stufen:
„Geht man der Willenslehre Schopenhauers nach, so stuft sich in ihr der Begriff des Willens in dreifacher Weise ab, ohne dass die verschiedenen Bedeutungen des Wortes Wille scharf voneinander getrennt werden. 1. Der Willensakt als empirisches Phänomen, gegeben in der unmittelbaren Selbsterfassung (dessen objektive Erscheinung der einzelne Leibesakt ist); 2. Der Wille als intelligibler Charakter der individuellen Persönlichkeit (dessen Erscheinung in der Zeit der empirische Charakter, dessen Objektivität im Raum der Leib in seiner Gesamtheit ist); 3. Der Wille als Ding an sich im engeren Sinn, d. h. als metaphysisches Urprinzip alles Wirklichen überhaupt (dessen Objektivität und Erscheinung die Welt als Vorstellung in ihrer Gesamtheit ist.“
Hasse kritisiert dabei die Vermischung des empirischen Begriffs mit der metaphysischen Ebene.
Wie viele andere war Hasse von der Weimarer Republik enttäuscht. Er vertrat ähnlich wie Schopenhauer eine atheistische Religionsphilosophie. Mit dem Schwinden der Religion durch den zunehmenden Erkenntnisfortschritt der Wissenschaften entstünde eine Atomisierung der Massen, die er durch die „aristokratische Herrschaft der Edlen“ disziplinieren wollte. Philosophisch schwebte ihm eine „Philosophie der Erlösung“ vor, die „frei von allen theologische Elementen und Gesichtspunkten“ einen Bezugspunkt schafft, „wo Seiendes und Seinsollendes“ ineinander fallen. Hierdurch wird der Einzelne in einen Zusammenhang eingebunden. Diesen Bezugspunkt sah Hasse nicht in der Politik oder der Religion, sondern in der Kunst.
Hasse, der bis dahin weitgehend unpolitisch war, hörte 1930 eine Rede Adolf Hitlers und wurde dessen „treuer Kämpfer und Gefolgsmann“. Er wurde am 1. März 1932 Mitglied der NSDAP.

## Schriften
- Die Richtungen des Erkennens bei Schopenhauer unter besonderer Berücksichtigung des Rationalen und Irrationalen. Diss.: Leipzig 1908
- Schopenhauers Erkenntnislehre als System einer Gemeinschaft des Rationalen und Irrationalen: ein historisch-kritischer Versuch, Meiner, Leipzig 1913
- Die Philosophie Raoul Richters, Meiner 1914
- Das Problem des Sokrates bei Friedrich Nietzsche, Meiner, Leipzig 1918
- Das Problem der Gültigkeit in der Philosophie David Humes: Ein kritischer Beitrag zur Geschichte der Erkenntnistheorie, Meiner, Leipzig 1920
- Schopenhauers Religionsphilosophie und ihre Bedeutung für die Gegenwart, Englert und Schlosser, Frankfurt 1924, 2. Aufl. Reinhard, München 1932
- Schopenhauer, Reinhard, München 1926 (Geschichte der Philosophie in Einzeldarstellungen, Band 34)
- Stellung und Aufgabe der Wissenschaft im neuen Deutschland. Carl Winter, Heidelberg 1934 [NSDAP-Broschüre]. Wurde nach Kriegsende in der Sowjetischen Besatzungszone auf die Liste der auszusondernden Literatur gesetzt.[7]
- Cogitata: Betrachtungen und Bekenntnisse aus dem handschriftlichen Nachlass von Heinrich Hasse,  Winter, Heidelberg 1937